# Ü-Tsang
Ü-Tsang (tiếng Tây Tạng: དབུས་གཙང་, Wylie: Dbus-gtsang, giản thể: 卫藏; phồn thể: 衛藏; bính âm: Wèizàng, Hán-Việt: Vệ Tạng), hay Tsang-Ü, là một trong tỉnh truyền thống của Tây Tạng, hai tỉnh kia là Amdo và Kham. Về mặt địa lý, Ü-Tsang nằm ở phía tây và trung bộ của vùng văn hóa Tây Tạng, gồm lưu vực sông Tsang-po (Gtsang-po), các khu vực xung quanh và vùng kéo dài của núi Kailash, và cao nguyên Chang Tang (Byang-thang) về phía bắc. Dãy núi Himalaya xác định biên giới phía nam Ü-Tsang. Khu tự trị Tây Tạng hiện nay gần trùng với Ü-Tsang cổ và phía tây Kham.
Ü-Tsang đã được lập thông qua việc hợp nhất hai trung tâm quyền lực trước đó là: Ü (Dbus) ở trung bộ Tây Tạng, kiểm soát bởi phần Gelukpa (Dge-lugs-pa) của Phật giáo Tây Tạng dưới thời đầu các Dalai Lama, và Tsang (Gtsang) kéo dài từ Gyantse (Rgyang-rtse) đến phía tây, kiểm soát bởi Sakyapa (Sa-skya-pa). Các chiến thắng quân sự bởi Dalai Lama thứ 5 hùng mạng đã củng cố quyền lực trên khu vực kết hợp vào thế kỷ 17.
Ü-Tsang là trung tâm văn hóa của người Tây Tạng. Các Dalai Lama đã cai trị Tây Tạng từ các cung điện Potala và Norbulingka ở Lhasa. Chùa Jokhang, có lẽ là chùa thiêng nhất của Phật giáo Tây Tạng, cũng nằm ở đó.